# 1941 a sportban
1941 főbb sporteseményei a következők voltak:
- Az FTC megvédi NB1-es elsőségét. Ez a klub 16. bajnoki címe.

## Születések
- január 11.
  - Gérson, világbajnok brazil labdarúgó
  - Pak Szungdzsin, észak-koreai válogatott labdarúgó († 2011)
- január 19. – Fred Pickering, angol válogatott labdarúgó, csatár († 2019)
- január 28. – Fernando Serena, spanyol válogatott labdarúgó, középpályás († 2018)
- február 16. – Felipe Ruvalcaba, mexikói válogatott labdarúgó, középpályás († 2019)
- február 18. – Józef Grzesiak, olimpiai bronzérmes lengyel ökölvívó († 2020)
- március 1.
  - Felkai László, olimpiai és Európa-bajnok magyar válogatott vízilabdázó († 2014)
  - Roderick Rijnders, olimpiai ezüstérmes holland evezős, kormányos († 2018)
- március 12. – Josip Skoblar, aranycipős, jugoszláv válogatott labdarúgó, edző
- március 22. – Yanko Daučík, spanyol labdarúgó, csatár († 2017)
- március 29. – Julio César Cortés, uruguayi edző, válogatott labdarúgó
- április 1. – Ajit Wadekar, indiai krikettjátékos († 2018)
- április 3. – Salvador Sadurní, spanyol válogatott labdarúgókapus
- április 14. – Ajtony Csaba, magyar labdarúgó
- április 15. – Josep Fusté, Európa-bajnok spanyol válogatott labdarúgó
- április 21. – Anton Pronk, holland válogatott labdarúgó, hátvéd († 2016)
- április 23. – Arie den Hartog, holland kerékpárversenyző († 2018)
- április 24. – Okabe Jukiaki, olimpiai bronzérmes japán úszó († 2018)
- április 30. – Bengt-Erik Grahn, svéd alpesisíző, olimpikon († 2019)
- május 3. – Nona Gaprindasvili, szovjet, grúz sakkozó, női sakkvilágbajnok (1962–1978), 11-szeres sakkolimpiai bajnok
- május 6. – Ivica Osim, bosnyák származású jugoszláv válogatott labdarúgó és edző
- május 8. – Eddie Bailham, ír válogatott labdarúgó († 2016)
- május 14. – Jesús Gómez Portugal, olimpiai bronzérmes mexikói lovas, díjugrató († 2017)
- május 17. – José Ufarte, spanyol labdarúgó, edző
- május 23. – Kékesi Mihály, magyar labdarúgó, csatár († 2018)
- június 3. – Anatolij Kirilovics Puzacs, ukrán labdarúgóedző, korábban szovjet válogatott labdarúgó († 2006)
- június 4.
  - Bubby Jones, amerikai autóversenyző, National Sprint Car Hall of Fame & Museum tag († 2020)
  - Jean-Claude Magnan, olimpiai és világbajnok francia tőrvívó
- június 15. – Vicente Guillot, Európa-bajnok spanyol válogatott labdarúgó
- július 1. – Gansler Róbert, amerikai válogatott labdarúgó, edző
- július 6. – Kenneth Hope, skót nemzetközi labdarúgó-játékvezető
- július 16. – Mészöly Kálmán, Európa-bajnoki bronzérmes magyar válogatott labdarúgó, szövetségi kapitány
- július 17.
  - Daryle Lamonica, amerikai amerikaifutball-játékos
  - Takagi Morimicsi, japán baseballjátékos, edző és menedzser, Japán Baseball Hírességek Csarnoka tag († 2020)
- július 24. – Tony Dunne, BEK-győztes ír válogatott labdarúgó († 2020)
- július 25. – Nate Thurmond, amerikai kosárlabdázó († 2016)
- július 27. – Zlatko Škorić, jugoszláv válogatott horvát labdarúgó, kapus, olimpikon († 2009)
- augusztus 11. – Alla Kusnyir, szovjet, izraeli női sakkozó, női nemzetközi nagymester, archeológus, numizmatikus, professzor († 2013)
- augusztus 17. – Stere Adamache, román válogatott labdarúgókapus († 1978)
- augusztus 24. – Jean Plaskie, belga válogatott labdarúgó, hátvéd († 2017)
- augusztus 25. – Mario Corso, olasz válogatott labdarúgó, csatár, edző († 2020)
- augusztus 27. – Konrád János, olimpiai és Európa-bajnok magyar válogatott vízilabdázó, szövetségi kapitány († 2014)
- szeptember 4. – Alekszandar Salamanov, bolgár válogatott labdarúgó
- szeptember 8. – Dan Coe, román válogatott labdarúgó († 1981)
- szeptember 12.
  - Katona József, Európa-bajnok magyar úszó, vízilabdázó, edző, olimpikon († 2016)
  - Viktor Pavlovics Putyatyin, szovjet színekben világbajnok, olimpiai ezüstérmes ukrán tőrvívó
- szeptember 15. – Albert Flórián, olimpiai és Európa-bajnoki bronzérmes magyar válogatott labdarúgó, az egyedüli magyar aranylabdás, a Nemzet Sportolója († 2011)
- szeptember 16. – Daan Schrijvers, holland válogatott labdarúgó, hátvéd († 2018)
- szeptember 19. – Martin Harvey, északír válogatott labdarúgó, fedezet, edző († 2019)
- október 1. – Berentz Béla, magyar motorcsónak versenyző
- október 7. – Borisz Gaganelov, bolgár válogatott labdarúgó († 2020)
- október 14. – Art Shamsky, World Series bajnok amerikai baseballjátékos
- október 17. – Viden Aposztolov, bolgár válogatott labdarúgó
- október 26. – Harald Nielsen, olimpiai ezüstérmes dán válogatott labdarúgócsatár († 2015)
- október 28. – Gergely László, román válogatott labdarúgó, középpályás
- november 23. – Alan Mullery, Európa-bajnoki bronzérmes angol válogatott labdarúgó, edző
- november 27. – Aimé Jacquet, francia labdarúgó, világbajnok labdarúgóedző
- december 1. – Alker Imre, világbajnoki bronzérmes magyar birkózó, olimpikon
- december 8. – Viktor Ivanovics Anyicskin, szovjet színekben Európa-bajnoki ezüstérmes orosz labdarúgó († 1975)
- december 15. – Jorma Kinnunen, olimpiai ezüstérmes finn atléta, gerelyhajító († 2019)
- december 19. – Miguelina Cobián, olimpiai ezüstérmes kubai atléta, rövidtávfutó († 2019)
- december 27. – Phil Gagliano, World Series-győztes amerikai baseball-játékos († 2016)
- december 31. – Hugo Berly, chilei válogatott labdarúgó († 2009)

## Halálozások
| Halálozás      | Név                 | Nemzetiség, sportág, eredmények                                          | Születés |
| -------------- | ------------------- | ------------------------------------------------------------------------ | -------- |
| január 9.      | Dimítriosz Golémisz | olimpiai bronzérmes görög atléta                                         | 1874     |
| január 11.     | Emanuel Lasker      | német születésű amerikai sakkozó, a sakktörténet második világbajnoka    | 1868     |
| január 18.     | George Webster      | brit úszó, olimpikon                                                     | 1885     |
| január 24.     | Tommy Bond          | amerikai baseballjátékos és menedzser                                    | 1856     |
| január 29.     | Matt McGrath        | olimpiai bajnok és ezüstérmes amerikai kalapácsvető, kötélhúzó, kőhajító | 1877     |
| február 2.     | Ambrose McGann      | amerikai baseballjátékos                                                 | 1868     |
| március 1.     | Ivey Wingo          | World Series bajnok amerikai baseballjátékos                             | 1890     |
| március 3.     | Doc Parker          | amerikai baseballjátékos                                                 | 1872     |
| március 25.    | Eddie Hickey        | amerikai baseballjátékos                                                 | 1872     |
| április 1.     | Arthur Birkett      | olimpiai bajnok brit krikettjátékos                                      | 1875     |
| április 15.    | Billy Leisaw        | amerikai autóversenyző                                                   | 1875     |
| április 30.    | Edgar Aabye         | olimpiai bajnok dán kötélhúzó                                            | 1865     |
| július 12.     | Franz Bartl         | olimpiai ezüstérmes osztrák kézilabdázó                                  | 1915     |
| július 12.     | Marius Thuesen      | olimpiai ezüstérmes dán tornász                                          | 1878     |
| július 30.     | Mickey Welch        | amerikai baseballjátékos, National Baseball Hall of Fame and Museum tag  | 1859     |
| augusztus 28.  | Arthur Dearborn     | amerikai atléta, kötélhúzó, olimpikon                                    | 1886     |
| szeptember 23. | Einar Sörensen      | svéd párbajtőrvívó, olimpikon                                            | 1875     |
| szeptember 26. | Ugo Agostoni        | olasz országútikerékpár-versenyző                                        | 1941     |
| szeptember 29. | John Foster         | amerikai baseballjátékos                                                 | 1863     |
| október 20.    | Johan Kemp          | olimpiai bronzérmes finn tornász, atléta                                 | 1881     |
| október 29.    | Harvey Hendrick     | World Series bajnok amerikai baseballjátékos                             | 1897     |
| október 29.    | Wilbur Murdoch      | amerikai baseballjátékos                                                 | 1875     |
| december 14.   | George Gillpatrick  | amerikai baseballjátékos                                                 | 1875     |
| december 21.   | Malcolm McBride     | amerikai amerikaifutball-játékos és edző                                 | 1878     |